# Mascotte Engineering
Die Mascotte Engineering Co. Ltd. war ein britischer Automobilhersteller in London. 1919–1921 wurden dort Leichtfahrzeuge gebaut.
1919 erschien der Mascotte 9.5 hp mit seitengesteuertem Reihenvierzylindermotor mit einem Hubraum von 1,2 l. Der Wagen besaß 2515 mm Radstand.
1920 löste ein stärkeres Modell, der Mascotte 11.9 hp, dieses Modell ab. Auf dem gleichen Fahrgestell ausgeliefert, bot es einen Motor mit 1,65 l Hubraum. 1921 kletterte dieser auf 1,8 l.
Aber 1922 war die Marke wieder vom Markt verschwunden.

## Modelle
| Modell  | Bauzeitraum | Zylinder | Hubraum                | Radstand |
| ------- | ----------- | -------- | ---------------------- | -------- |
| 9,5 hp  | 1919–1920   | 4 Reihe  | 1208 cm³               | 2515 mm  |
| 11,9 hp | 1920–1921   | 4 Reihe  | 1645 / 1795 / 1821 cm³ | 2515 mm  |

## Quelle
David Culshaw & Peter Horrobin: The Complete Catalogue of British Cars 1895–1975. Veloce Publishing plc. Dorchester (1999).  ISBN 1-874105-93-6